# Знаменка (Багратіоновський район)
Знаменка (рос. Знаменка) — селище Багратіоновського району, Калінінградської області Росії. Входить до складу Пограничного сільського поселення.
Населення — 48 осіб (2015 рік).

## Географія
Селище розташоване за 44 км від районного центру — міста Багратіоновська, 38 км від обласного центру — міста Калінінграда та 1125 км від Москви.

## Історія
Мало назву Ґросс Хоппенбрух до 1946 року.

## Населення
За даними перепису 2010 року, у селі мешкало 48 осіб, з них 25 (52,1 %) чоловіків та 23 (47,9 %) жінок. Згідно з переписом 2002 року, у селі мешкало осіб, з них чоловіків та жінок.

## Пам'ятки
У селищі збереглися:
- Кірха Святого Миколая .